# Rybitwa chińska
Rybitwa chińska (Thalasseus bernsteini) – gatunek średniej wielkości ptaka z rodziny mewowatych (Laridae). Gatunek słabo poznany, krytycznie zagrożony wyginięciem.

## Systematyka
Takson po raz pierwszy naukowo opisany przez Schlegla w 1863 roku pod nazwą Sterna bernsteini. Jako lokalizację holotypu autor wskazał Chiny. Takson uważany za blisko spokrewniony z T. bengalensis; prawdopodobnie też z T. elegans i T. sandvicensis. Może skrzyżować się z T. bergii. Nazwa rodzajowa Thalasseus pochodzi od słowa thalasseus (θαλασσευς) oznaczającego w języku greckim rybaka. Nazwa gatunkowa bernsteini upamiętnia Bernsteina (1828–1865), niemieckiego lekarza, zoologa i kolekcjonera. Takson monotypowy, nie wyróżniono podgatunków.

## Występowanie
Zasięg występowania słabo poznany. W sezonie rozrodczym odnotowany tylko w trzech miejscach we wschodnich Chinach: na wyspach Jiushan i Zhoushan Wuzhishan w prowincji Zhejiang oraz na wyspach Mazu Liedao w prowincji Fujian. W 1937 roku zarejestrowano 21 okazów na wysepkach u wybrzeży Szantung, ale prawdopodobnie takson ten wyginął na tym terenie. Poza sezonem rozrodczym spotykany w południowo-wschodnich Chinach, Tajlandii, Malezji (Sarawak), na Filipinach oraz północnych i środkowych Molukach (Halmahera, Seram).

## Morfologia
Długość ciała 42 cm. Gatunek podobny do rybitwy bengalskiej, ale o grubszym dziobie, koloru pomarańczowożółtego z czarną końcówką. Górne części ciała jednolicie szare. Górna część głowy i grzebień koloru czarnego. Tęczówki brązowe, nogi i stopy koloru szarego.

## Ekologia
Zamieszkuje wyłącznie strefy przybrzeżne i pelagialne. W okresie rozrodczym zaobserwowano dorosłe ptaki polujące na ryby znajdujące się w ławicach około 5 km od wysepek, na których znajdowały się ich gniazda. Brak innych informacji.
Na wyspach Jiushan i Wuzhishan, u wschodniego wybrzeża Chin, przez okres od 2004 do 2009 roku stwierdzono sześć gniazd rybitwy chińskiej. Sezon rozrodczy trwa od końca maja do końca sierpnia. Gniazda na ogół znajdowały się wśród dużych kolonii rybitw złotodziobych (Thalasseus bergii) na niezamieszkanych, małych i pozbawionych roślinności wysepkach. W czterech monitorowanych gniazdach znajdowano zawsze jedno jajo. Okres inkubacji wynosił 22–28 dni, pierzenia 31–35 dni. Po tym okresie pisklęta dołączyły do piskląt rybitwy złotodziobej. Zanotowano 100% sukces rozrodczy.

## Status i ochrona
W Czerwonej księdze gatunków zagrożonych Międzynarodowej Unii Ochrony Przyrody gatunek ten nieprzerwanie od 1994 roku zaliczany jest do kategorii CR (krytycznie zagrożony wyginięciem). Liczebność słabo poznana i najprawdopodobniej cała populacja o trendzie spadkowym liczy nie więcej niż 50 dorosłych osobników. W 2013 roku uruchomiono projekt mający na celu ochronę tego ptaka w Jiushan, gdzie w 2014 utworzono kolonię składającą się z 20 hodowlanych par.